# Yelicones sumatranus
Yelicones sumatranus är en stekelart som först beskrevs av Fischer 1962.  Yelicones sumatranus ingår i släktet Yelicones och familjen bracksteklar. Inga underarter finns listade i Catalogue of Life.